# حربيل (الجزائر)
حربيل (بالإنجليزية: Harbil)‏ هي مدينة وبلدية الجزائرية تابعة إداريا وإقليميا إلى دائرة قنزات الكائنة في ولاية سطيف ، تقع شمال غرب ولاية سطيف ، تبعد عن مدينة سطيف 76 كلم بلغ عدد سكانها 5000 عام 2008.

## وصلات خارجية
- موقع ولاية سطيف
- مدونة التربية والتعليم (موقع مديرية التربية لولاية سطيف)
- مديرية التجارة لولاية سطيف
- إذاعة سطيف (البث الحي)
- الموقع الرسمي لمديرية التخطيط والتهيئة العمرانية لولاية سطيف
- La Compagnie genevoise des colonies suisses de Sétif الشركة الجنيفية للمستعمرات السويسرية
- سطيف انفو - عربي، فرنسي
- السطايفي - سطيف الجزائر - فرنسي
- سطيف نت - عربي، فرنسي، أمازيغي
- سطيف - فرنسي